# Зом, Рудольф
Готтхольд Юлиус Рудольф Зом (нем. Gotthold Julius Rudolph Sohm; 29 октября 1841, Росток — 16 мая 1917, Лейпциг) — немецкий юрист, профессор германского и канонического права во Фрайбурге, Страсбурге, Лейпциге.

## Биография
Один из первоклассных юристов своего времени, учёная деятельность которого охватывала права римское, германское и каноническое. В области истории германского права юридическая наука обязана Зому широкой постановкой и решением труднейших задач из области древнего государственного и частного права. На исследованиях Зома построены, в том числе, целые главы знаменитых трудов Мена; на борьбу с ними, едва ли увенчавшуюся успехом, направлял свои исследования Фюстель де Куланж; более поздние сводные работы в этой области (например, Бруннера и Шредера) только сглаживают иногда некоторые резкости в воззрениях Зома.
Исследуя каноническое право, Зом придерживался чисто научного, чуждого вероисповедных разногласий изучения церковного права в его историческом развитии, в связи не только с идеями христианства, но и с жизненными факторами, часто извращавшими эти идеи, а вместе с тем и всю организацию христианской церкви. Труды Зома в этой области вызывали в его время оживленное обсуждение не только в Германии, но и во Франции, причём указывалось, в частности, на сходство идей Зома о церкви и церковном праве с взглядами Льва Толстого, чья статья «Спасение — в вас» (фр. «Le Salut est en vous») была опубликована в Париже по-французски в 1894 году.
К римскому праву Зом возвращался в виде отдыха от других трудов. Тем не менее то, что он сделал для римского права, пробуждает мысли, подобно классическим трудам Савиньи, Брунса и Иеринга. Отличительные черты научного творчества Зома: широта научного кругозора, необыкновенная стройность, ясность и логичность мысли, смелость выводов, рельефность изложения и превосходный язык. Эти достоинства иногда переходят в недостатки: научная логическая схема выводов Зома иногда бывает чересчур стройна для хаоса жизненных отношений, которые он исследует.

## Сочинения
- «Die Lehre vom Subpignus» (1864);
- «Process der lex Salica» (1867);
- «Altdeutsche Reichs-und-Gerichtsverfassung» (1871);
- «Das Recht der Eheschliessung aus d. deutsch. und canonisch. Recht geschichtl. entwickelt» (1875);
- «Trauung und Verlobung» (1876);
- «Fränkisches Recht und Römisches Recht» (1884),
- «Die deutsche Genossenschaft» (1889);
- «Die Entstehung d. deusch. Städtewesens» (1890); издание, с примечанием и статьёй о происхождении, Lex Ripuaria (в «Mon. Germ. hist.»);
- «Kirchengeschichte im Grundnss» (2 изд. Л., 1888);
- «Das Verhältniss v. Staat und Kirche» (1873);
- «Kirchenrecht, die Geschichtlichen Grundlagen» (1892);
- «Institutionen des Römischen Privatrechts» (5 изд. 1890). Рус. пер.: Институции римского права /Пер. с 3-го нем. изд. В. М. Нечаева. — Москва: Типография А. И. Мамонтова и Ко, 1888. — 411 с.